# Farahnaz Pahlavi
Farahnaz Pahlavi (persiska: فرحناز پهلوی), född 12 mars 1963 i Teheran, är en iransk prinsessa av Pahlavidynastin och den äldsta dottern till Mohammad Reza Pahlavi och Farah Pahlavi. Hon är syster med den iranske tronarvingen Reza Pahlavi.

## Biografi
Farahnaz Pahlavi föddes i Niavaranpalatset i Teheran 1963. Hon fick sin grundutbildning vid Niavaranskolan i Teheran fram till den iranska revolutionen 1979. När familjen tvingades i landsflykt studerade hon vidare vid Ethel Walker School i Simsbury, Connecticut, USA, och Cairo American College i Kairo, Egypten. Från 1981 till 1982 gick hon på flickskolan Bennington College i Bennington, Vermont. Hon tog en kandidatexamen i socionomi med inriktning på socialt arbete från Columbia University 1986 och en magisterexamen i barnpsykologi från samma universitet 1990. Hon lever (2021) i New York där hon arbetar som psykolog. 
Före revolutionen var en sjö och en dammbyggnad, Farahnaz Pahlavi Dam, nordost om Teheran och ett sjukhus i Teheran, Farahnaz Pahlavi-sjukhuset, uppkallade efter henne.